# Subaru Solterra
Subaru Solterra — повністю електричний компактний кросовер-позашляховик, вироблений спільно Subaru та Toyota.

## Опис

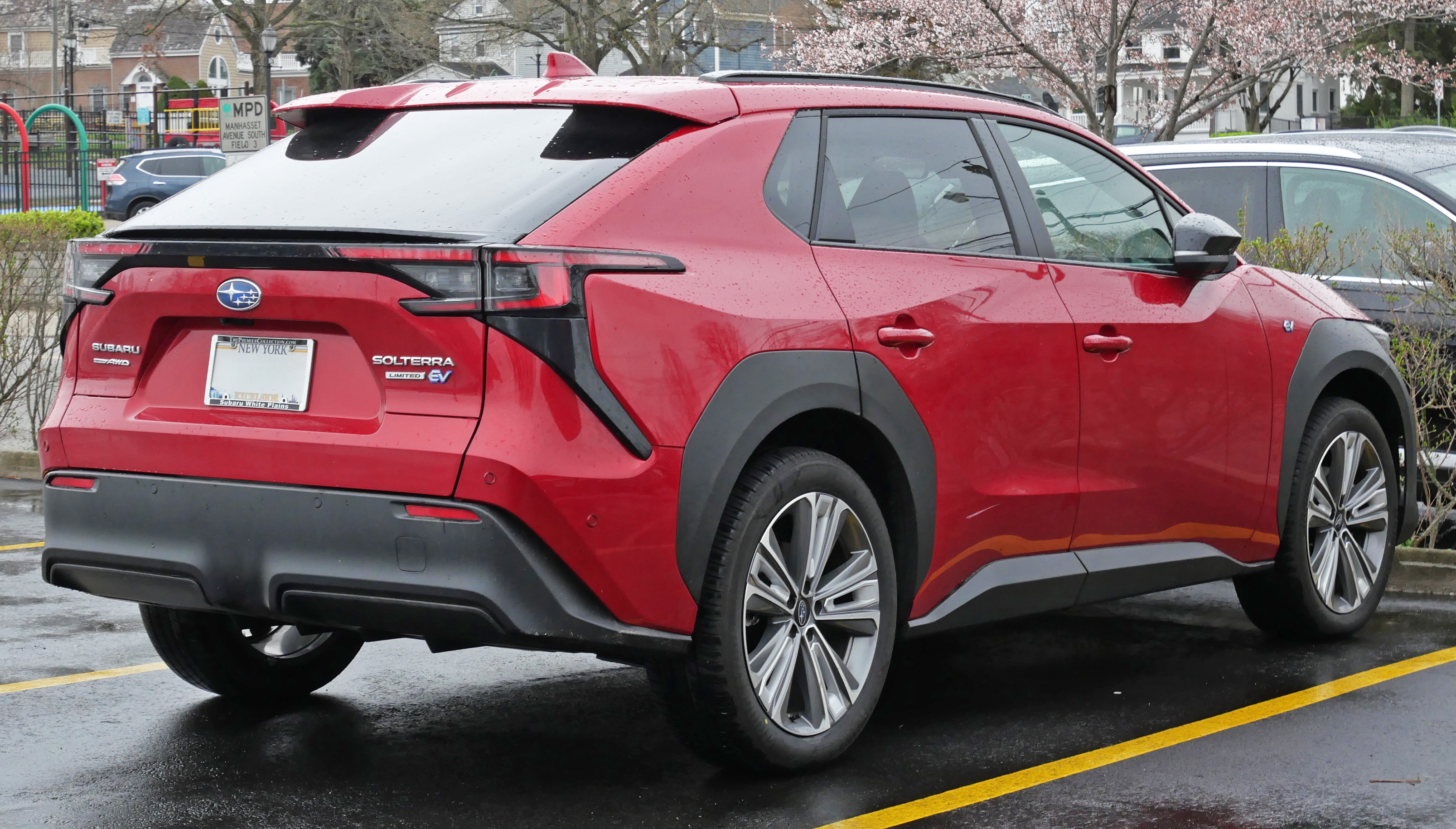

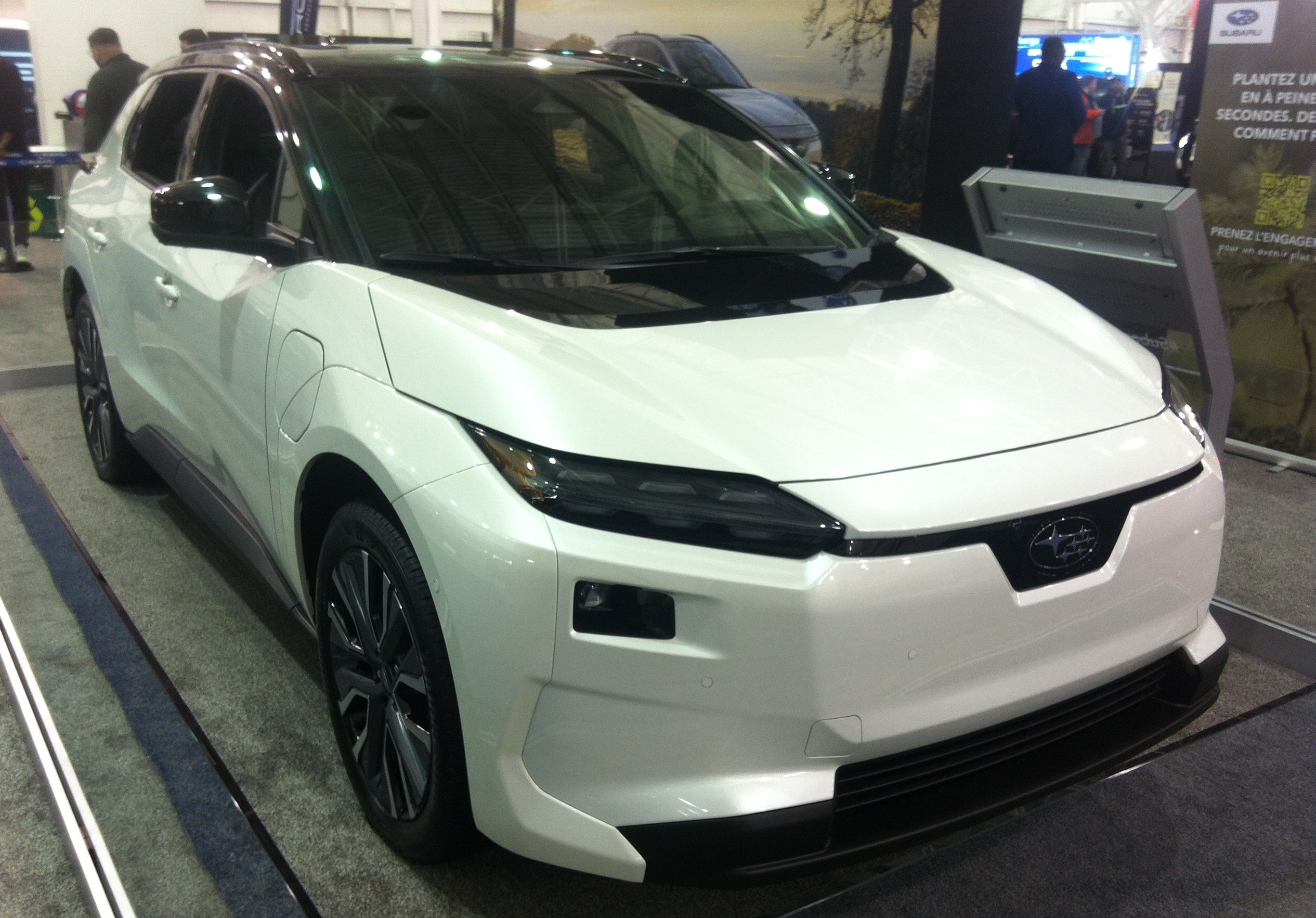
Subaru Solterra (з 2025)

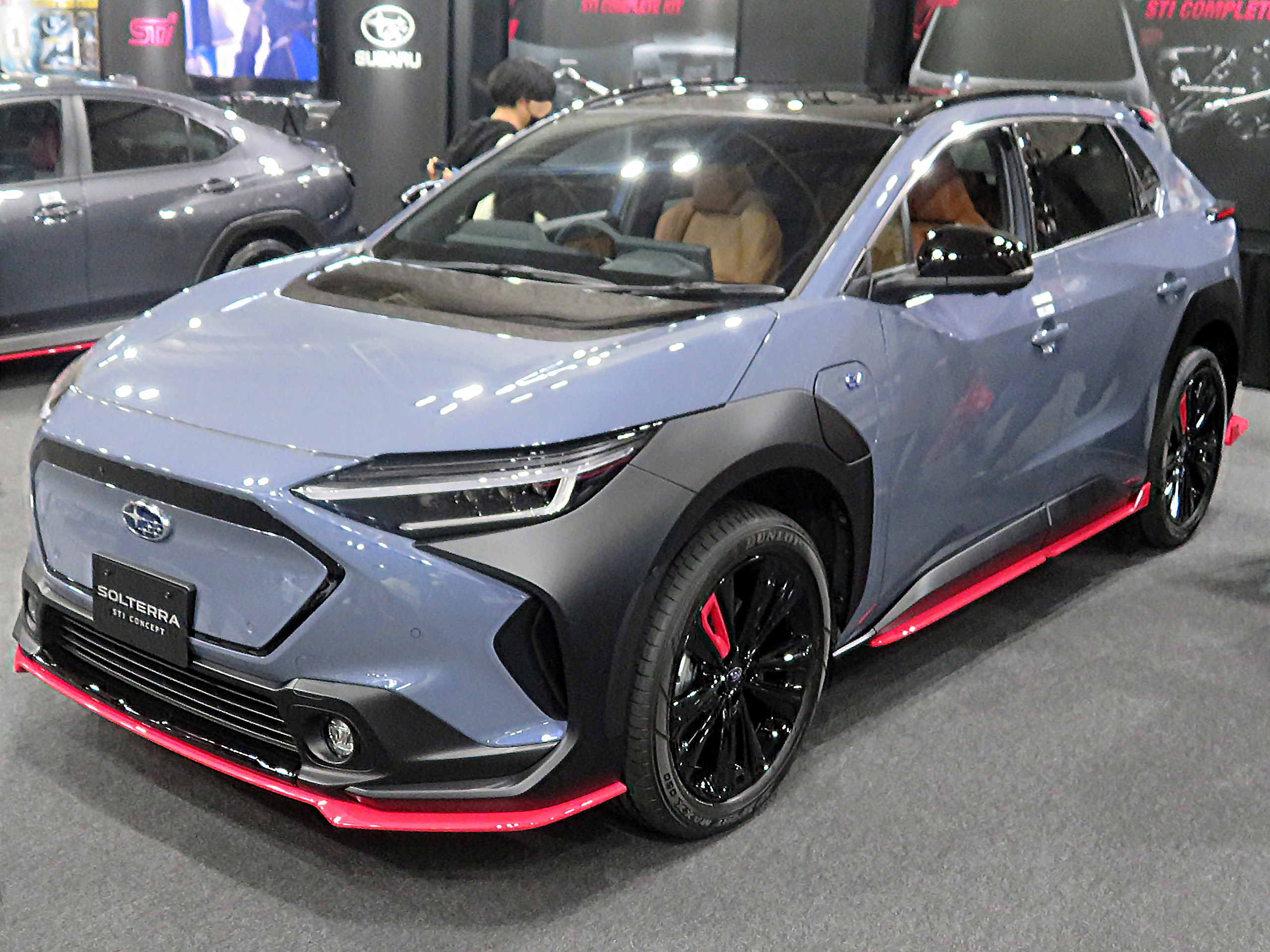
Subaru Solterra STI Concept (2022)

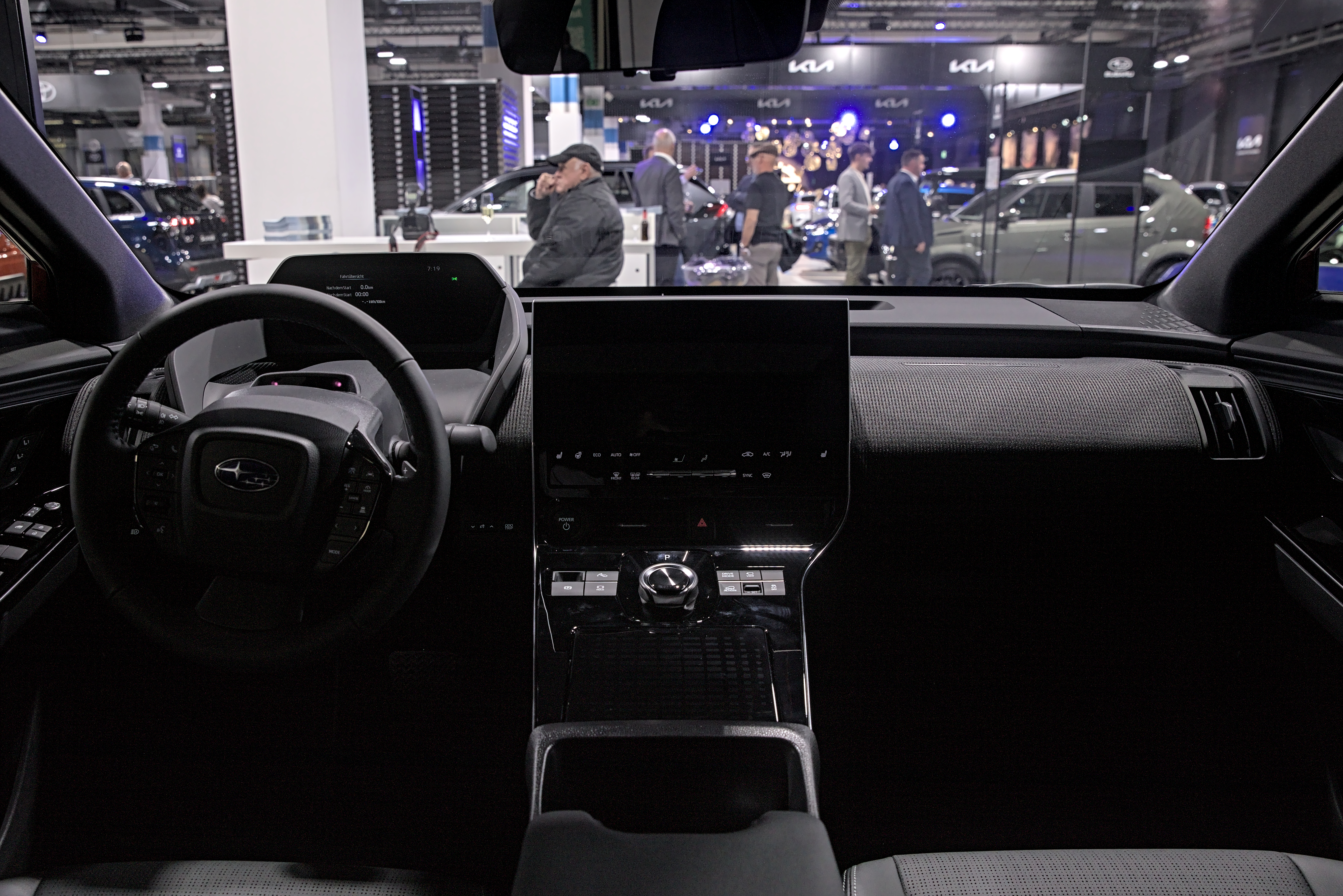

Solterra це перероблена версія Toyota bZ4X, що продається компанією Subaru як Subaru Solterra, назва якої «Solterra» походить від поєднання слів «sol» і «terra»", латинські слова для позначення «сонця» та «землі» відповідно. З незначним оновленим дизайном екстер'єру він використовує ту саму платформу e-TNGA, перейменовану в «e-Subaru Global Platform» (e-SGP). Продажі Solterra заплановано на середину 2022 року в Японії, США, Канаді, Європі та Китаї.
У Японії Solterra пропонується в комплектаціях ET-SS (FWD і AWD) і ET-HS (лише AWD). У стандартній комплектації він оснащений системою активної безпеки, яка продається як «Subaru Safety Sense». На відміну від bZ4X в Японії, Solterra доступна для покупки.
Solterra отримав п'ять зірок JNCAP від японського національного агентства з безпеки автомобілів і допомоги потерпілим (NASVA) за повну безпеку.

## Модифікації
- Subaru Solterra XEAM10X 1x BluE Nexus eAxle 1XM, 204 к. с. 266 Н·м, акумулятори 71,4 кВт·год (FWD)
- Subaru Solterra YEAM15X 2x BluE Nexus eAxle 1YM 218 к. с. 338 Н·м, акумулятори 71,4/72,8 кВт·год (4WD)